# Lorenor Zorro
Lorenor Zorro (japanisch ロロノア・ゾロ Roronoa Zoro romanisiert), auch bekannt als Piratenjäger Lorenor Zorro, ist ein Hauptcharakter der seit 1997 in der Shōnen Jump wöchentlich veröffentlichten Manga-Serie One Piece, der im Jahr 1999 gestarteten gleichnamigen Anime-Fernsehserie, sowie mehrerer Filme und Videospiele. Erstmals tauchte die Figur im dritten Kapitel des Mangas auf. Für die Beschreibung auch der anderen Charaktere in One Piece siehe den Hauptartikel One Piece bzw. Figuren aus One Piece.

## Fiktive Biografie
Zorro wuchs im Dorf Shimotsuki, im East Blue auf. Dort besuchte er zusammen mit Kuina und Saga die Kendoschule unter der Leitung von Koshiro, dem Vater von Kuina. Zorro besiegte fast jeden Mitschüler im Shinai-Kampf (jap. 竹刀, dt. Bambusschwert), mit Ausnahme von Kuina, die Zorro insgesamt 2000-mal besiegte. Er hatte das Ziel, sie in einem richtigen Schwertkampf zu besiegen, doch Kuina verstarb bei einem Unfall, bevor die beiden überhaupt kämpfen konnten. Zorro bat Kuinas Vater um das Schwert seiner verstorbenen Freundin, welches er auch bekam, und das er seitdem immer bei sich trägt.
Nach seiner Lehrzeit, machte sich Zorro auf die Suche nach Falkenauge Mihawk Dulacre, dem besten Schwertkämpfer der Welt. Auf seiner Reise besiegte er viele Piraten und arbeitete als Kopfgeldjäger, woraufhin er später den Beinamen Piratenjäger erhielt.
Im Alter von 19 Jahren traf er auf den Piraten Monkey D. Ruffy, welcher ihn vor seiner Hinrichtung rettete und dessen neugegründeter Piratenbande er als Gegenleistung beitrat. Er war das erste neue Mitglied von insgesamt 10 kommenden. Er trat als Schwertkämpfer bei und benutzt häufig 3 Schwerter für den Kampf was er auf Japanisch "santoryu" oder auf Deutsch "3-Schwerter-Stil" nennt.
Sein aktuelles Kopfgeld beträgt 1,111 Milliarden Berry.

## Charakter
Zorros Ziele sind es, Falkenauge zu besiegen und der stärkste Schwertkämpfer zu werden. Er versucht bei einem Kampf nie aufzugeben, auch wenn es sogar sein Leben kosten würde, wofür er von vielen als verrückt oder wahnsinnig gehalten wird, da er die Gefahr mit Freuden annimmt. Bei einem ernsten Kampf neigt er dazu, sich ein schwarzes Kopftuch um den Kopf zu binden, welches er ansonsten immer am linken Arm trägt. Zorro ist eine sehr ruhige und ernste Person. Jedoch kann er auch in gewissen Situationen die Beherrschung verlieren. Er ist sehr mutig, willensstark und abenteuerlustig. Er steht seinem Kapitän Monkey D. Ruffy loyal gegenüber und schenkt diesem größtes Vertrauen. Meist tritt er dafür ein, dass der Rest der Bande auch macht, was Ruffy sagt. Zorro strahlt eine große Autorität und Stärke bei Feinden aus, welchen er oft schon allein mit seinen Blick Angst bereitet.
Er streitet sich sehr oft mit dem Schiffskoch Sanji über Kleinigkeiten und oft kommt es zu Showkämpfen zwischen den beiden, wer der bessere ist, auch in oft unangebrachten Situationen. Sie ziehen sich auch des Öfteren mit Sprüchen gegenseitig auf, um den anderen zu ärgern. Doch schätzt Zorro Sanji und ist für ihn immer da.
Im Gegensatz zu den anderen aus seiner Bande, ist er bereit, seine Feinde auch zu töten, um seine Freunde zu beschützen. Ihm liegt die Sicherheit seiner Freunde sehr am Herzen, so opferte er sich dem Samurai Bartholomäus Bär und trug eine schwere Verletzung davon. Auch rettet er oft als erster Ruffy, Chopper und Brook, wenn diese ins Meer fallen da sie durch ihre Teufelskräfte nicht schwimmen können. 
Zorro besitzt keinen Orientierungssinn, so verläuft er sich fast immer, auch wenn es eigentlich nichts gibt, wobei man sich verlaufen kann.

## Synchronisation
Lorenor Zorro wird im japanischen Original seit 1999 von dem Seiyū Kazuya Nakai in allen Medien, darunter Anime, Filme und Videospiele gesprochen. In der 1998 veröffentlichten OVA-Special wurde er noch von Wataru Takagi gesprochen. In der deutschen Fassung des Animes lieh ihm der Schauspieler Philipp Brammer bis Folge 400 und in den ersten zwölf Filmen seine Stimme. Seitdem spricht Uwe Thomsen die Figur. Am 28. Juli 2014 verunglückte Brammer beim Bergsteigen, wenige Monate nach seinem Rückzug, tödlich.